# Зареченское муниципальное образование (Качугский район)
Зареченское муниципальное образование — муниципальное образование со статусом сельского поселения в
Качугском районе Иркутской области России. Административный центр — поселок Заречное.

## Демография
По результатам Всероссийской переписи населения 2010 года
численность населения муниципального образования составила 426 человек, в том числе 215 мужчин и 211 женщин.

## Населённые пункты
В состав муниципального образования входят населённые пункты:
- Заречное
- Копцыгай
- Копылова